# Humble Bundle
Pour les articles homonymes, voir HIB.
Humble Bundle (anciennement connu sous le nom de Humble Indie Bundle ou HIB) est une entreprise proposant régulièrement à la vente une série de jeux vidéo à prix libre dans une période de temps limitée. Les jeux proposés sont régulièrement multiplateformes (Mac OS X, Gnu/Linux, Windows), souvent sans DRM, et dont les revenus peuvent être partagés, à la convenance de l'acheteur, entre les créateurs des jeux, des organisations à but non lucratif et Humble Bundle, Inc qui dirige ces opérations et fournit la bande passante.
Depuis le lancement de l'opération en mai 2010, plusieurs formats sont venus enrichir le projet, avec notamment un magasin permanent et des offres hebdomadaires.
Le 13 octobre 2017, Humble Bundle annonce sur leur blog que le groupe multimédia IGN a racheté l'entreprise.

## Organisations caritatives
Pour les 7 premières éditions (Classiques + Spéciales), ce sont les organisations Electronic Frontier Foundation et Child's Play auxquelles l'acheteur peut donner une partie ou la totalité du prix payé,. Au lancement de l'édition 4, en décembre 2011, la Croix-Rouge américaine a remplacé l'EFF, qui fait son retour en février 2012 pour la cinquième édition spéciale.
Le site permet aujourd'hui aux utilisateurs de choisir à quel organisme ils souhaitent reverser une part de leurs achats.
En septembre 2017, plus de 100 millions de dollars avaient été reversés à des associations par Humble Bundle.

## Liste des éditions
Plusieurs formats de vente se sont développés au cours du temps.

### Humble Bundle
Format original des ventes, chaque bundle est composé de plusieurs jeux, variant de 5 à 10[réf. nécessaire]. Bien que l'acheteur choisisse le montant qu'il souhaite payer, certains éléments ne sont disponibles que s'il paye plus que la moyenne ou un certain montant. Ce mécanisme permet d'augmenter la moyenne globale et ainsi mieux rétribuer les développeurs et les associations.
Initialement composé de jeux indépendants, chaque édition est désormais centré sur un thème ou un éditeur et reste disponible à la vente pendant deux semaines. L'opération prend de l'ampleur au fil des éditions et atteint plus de 10 millions de dollars lors d'une édition Humble Origin Bundle en 2013, où la totalité de cette somme a été reversée aux œuvres caritatives,.

### Weekly Bundle
Débuté en mars 2013, les Humble Weekly Bundle (ou Weekly Sales) suivent le même principe que les bundles originaux. Ils ne sont cependant disponible qu'une semaine, chaque mardi. De la même façon, l'acheteur choisit le montant et la part qui revient aux développeurs, aux œuvres caritatives et à l'équipe de Humble Bundle.

### Books Bundle
Des livres, et parfois des comics, sont proposés, uniquement en anglais.

### Mobile Bundle
Des jeux tournant essentiellement sous Android sont régulièrement mis en vente sous le même principe que les bundles originaux.

### Humble Monthly
Annoncé en octobre 2015, les Humble Monthly sont des packs de jeu disponible via un abonnement. Contre une somme fixe mensuelle, la société envoie le premier vendredi du mois un coffret de jeux, que le joueur peut conserver à vie, même s'il arrête son abonnement. Comme à son habitude, la société reverse 5 % des bénéfices à une œuvre de charité. Le coffret contient exclusivement des jeux dématérialisés via la plateforme Steam sous Windows, et potentiellement d'autres systèmes. Contrairement aux coffrets à prix libre, la liste des jeux n'est pas connue à l'avance,.

### Humble Choice
Humble Monthly a officiellement été remplacé par Humble Choice en Décembre 2019, les Humble Choice sont des packs d'au moins 10 jeux pouvant être débloqué avec des abonnement spéciaux, 3 plans sont actuellement proposés, le plan Lite, le plan Basique et le plan Premium. Chaque plan comporte certains avantages pouvant être utilisés sur Humble Bundle. Le principe des Humble Choice est de pouvoir choisir entre 3 et 9 jeux (par rapport à l'abonnement actuel) sur la dizaine proposée chaque mois. Humble Choice permet également d'avoir accès au Humble Trove qui est une librairie proposant chaque mois plusieurs jeux sans aucun DRM, permettant donc de télécharger les jeux proposés même si l'entreprise ayant développé ou édité le jeu ferme ses portes.